# 科利亚诺
科利亚诺（義大利語：Colliano），是意大利萨莱诺省的一个市镇。总面积54平方公里，人口3806人，人口密度70.5人/平方公里（2009年）。ISTAT代码为065043。